# 松山城二之丸史跡庭園
松山城二之丸史跡庭園（まつやまじょうにのまるしせきていえん）は、愛媛県松山市の史跡庭園である。平成4年（1992年）5月に開園された。

## 概要
本庭園は松山城二之丸跡の敷地1.6haを整備した。庭園内部は古い絵図や発掘調査に基づいて、二之丸邸の間取りを遺構の上に表現したもので、部屋の間取りの中に各種の柑橘や四季折々の草花を植えた表御殿と、間取りの中に水が流れる奥御殿と大きくわかれている。

## 概史

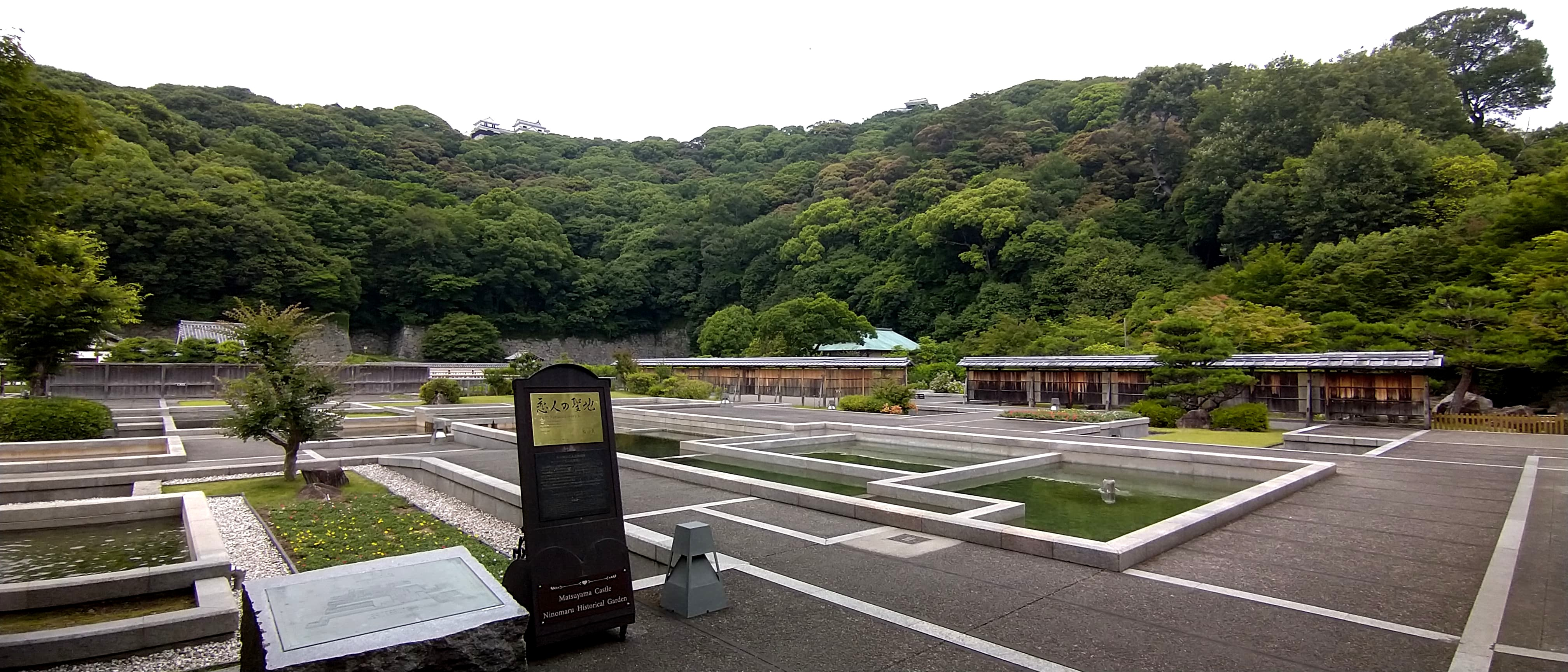
園内は広々として明るく山上に本丸が臨める

松山城は慶長7年（1602年）伊予松山藩初代藩主加藤嘉明によって建設が始められ、二之丸を含む全体が完成したのは加藤に代わって藩主となった蒲生忠知の時代とされている。寛永12年（1635年）、松平定行が藩主に就任し、以降はその子孫が代々藩主を務めた。明治になって一時期、二之丸邸は藩庁・県庁として使われたが、明治5年（1872年）に焼失し270年余で幕を閉じた。その後、明治17年（1884年）に陸軍病院が建設され、太平洋戦争後には国立病院となり、平成18年（2006年）に国立病院機構四国がんセンターとして城外に移転した。また、松山市立城東中学校が設けられたが、昭和58年（1983年）に統廃合によって松山市立東中学校として城外に移転した。

## 大井戸について
二之丸内に残されている大井戸の遺構は、堀之内に駐屯していた歩兵第22連隊関連の遺物や焼夷弾が出土していることから戦後埋められたと考えられるが、特に注目されるものに、ペンダントに加工されロシア人捕虜と日本人女性看護師の名前が刻まれた10ルーブル金貨が出土しており、明治37年（1904年）付き合っていた二人のものではといわれている。
このエピソードもあって、当園は「恋人の聖地」に選定されている。

## 庭内
- 奥御殿跡流水園：部屋の間取りの中を水が流れる
- 表御殿跡柑橘草花園：柑橘や四季折々の草花を植えた
- 林泉庭（りんせんてい）：露岩を背景に池や滝を配した
- 大井戸遺構
- 聚楽亭（じゅらくてい）
- 観恒亭（かんこうてい）
- 勝山亭（かつやまてい）：石段で上った中腹にある
- 番所・米蔵
- 四脚門：公式の門で藩主はこの門から黒門口登山道を通り本丸へ登っていた。

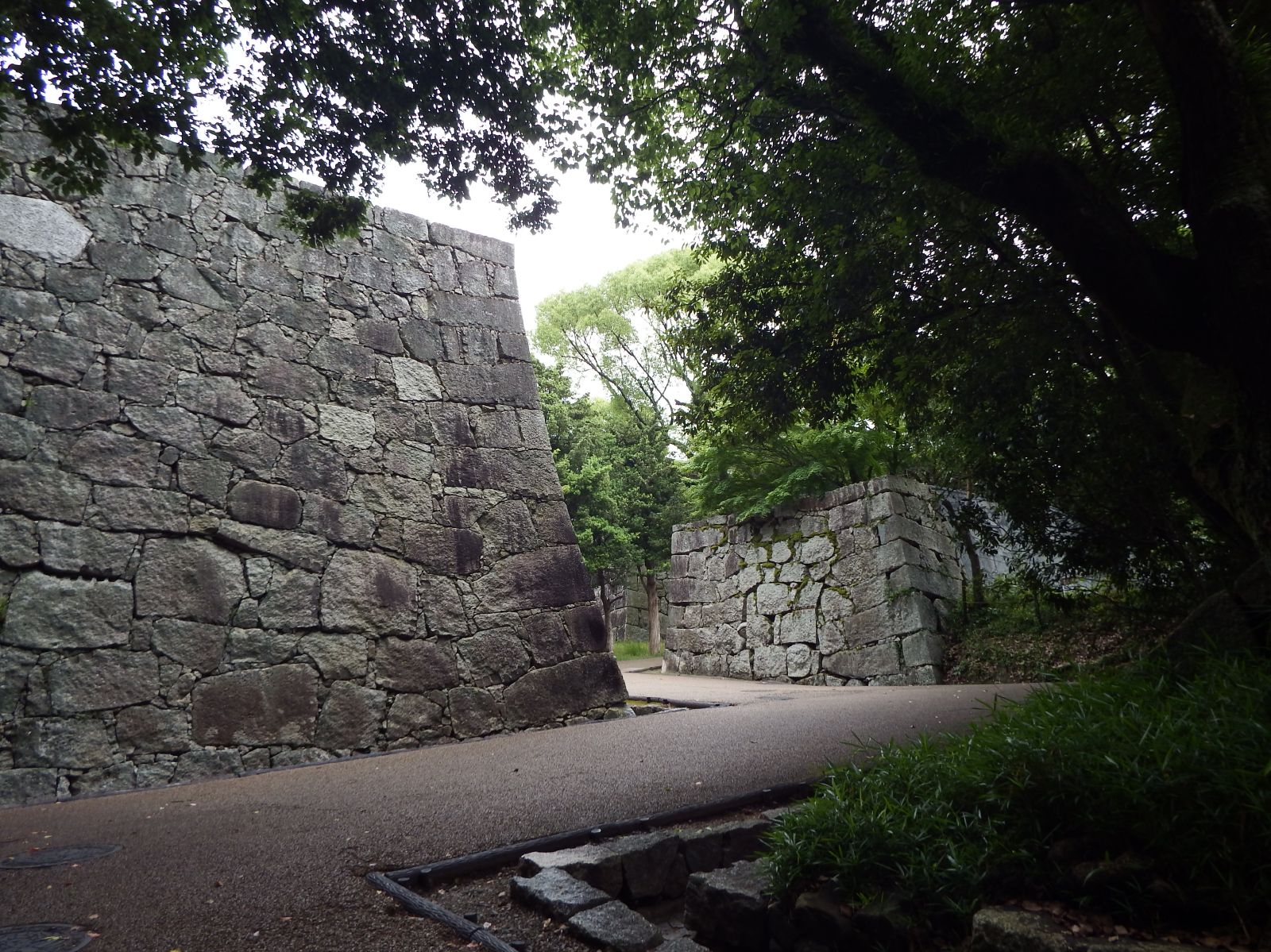
黒門口から入口への道
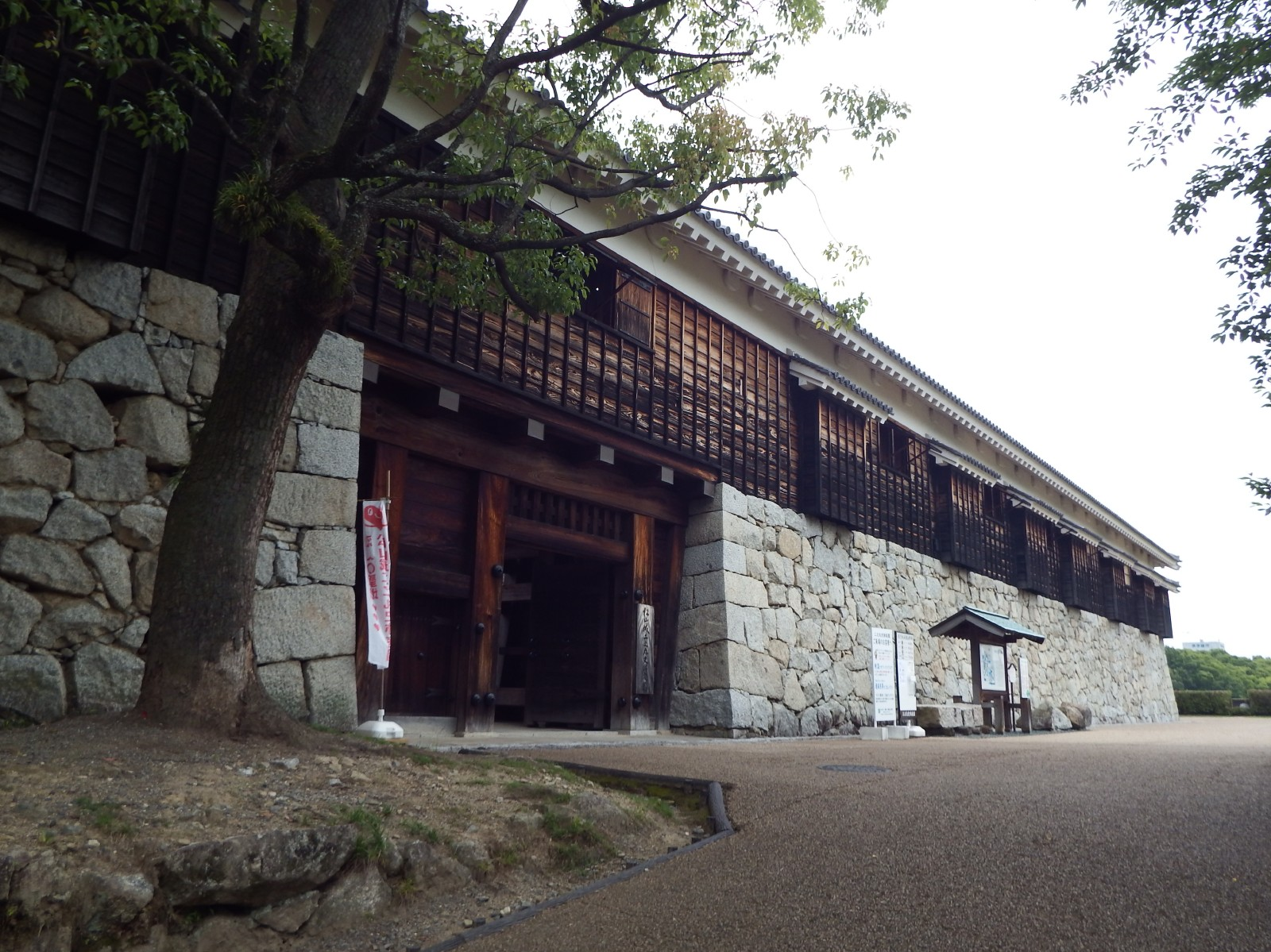
入口
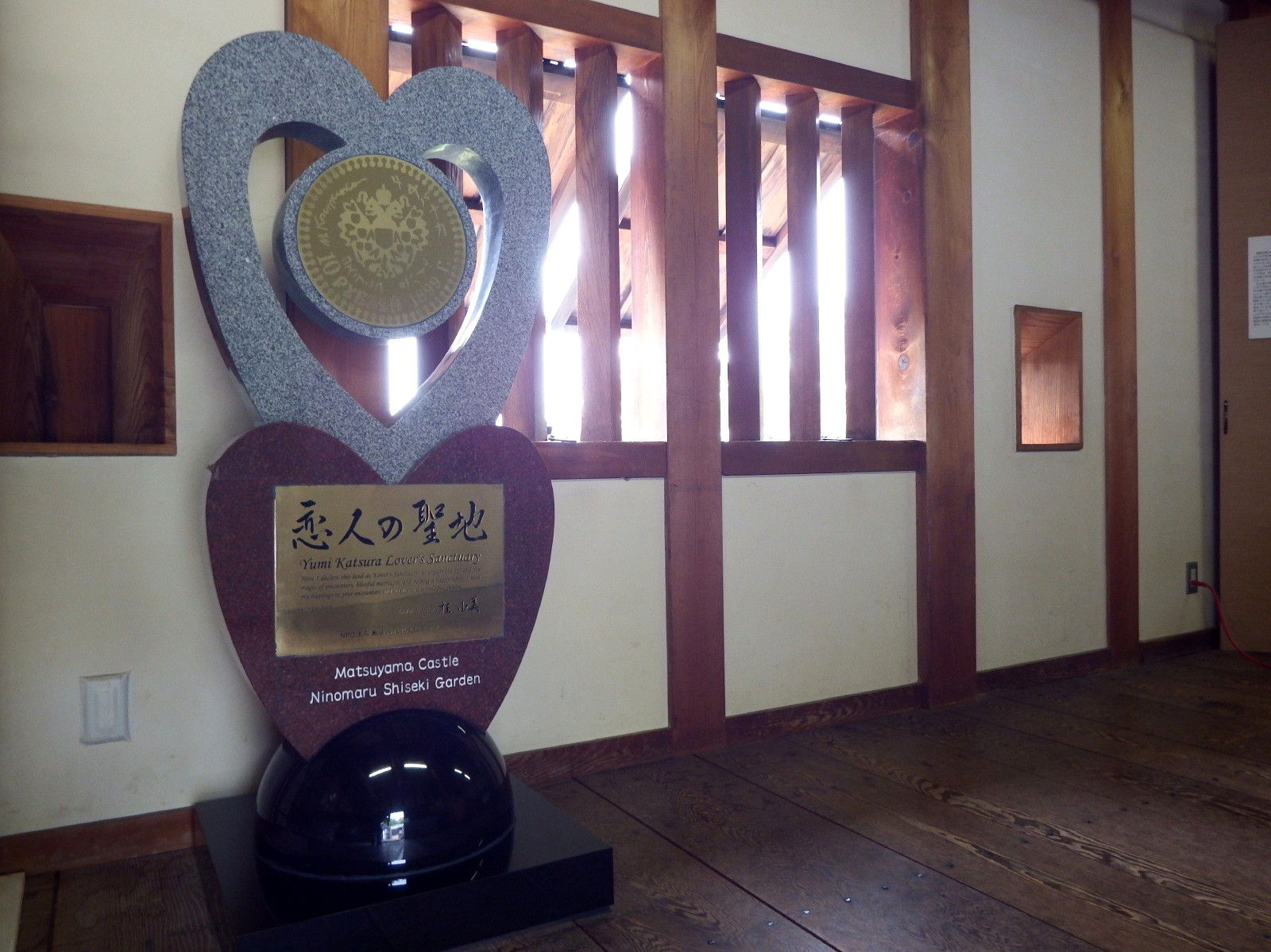
恋人の聖地指標
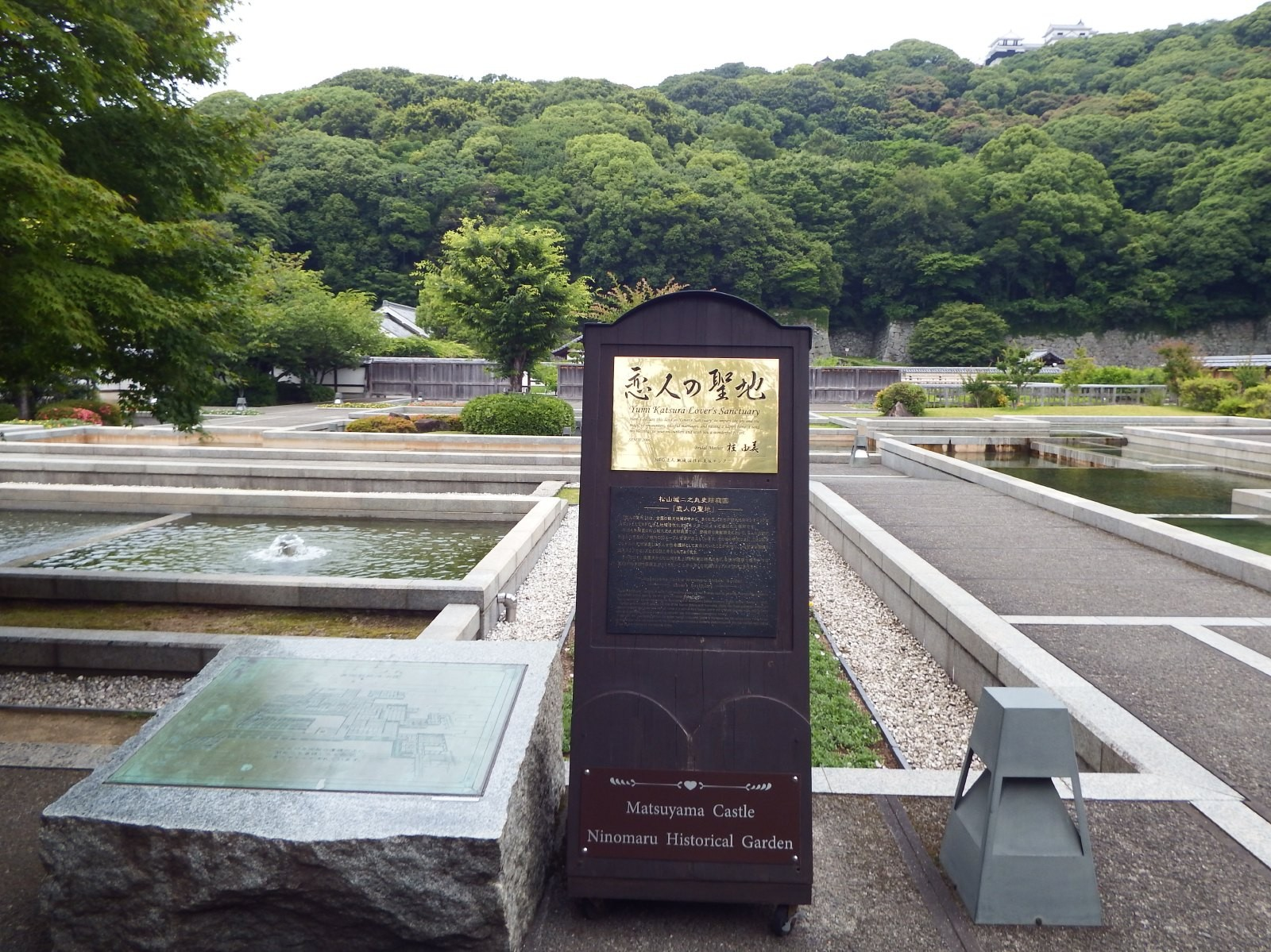
恋人の聖地指標
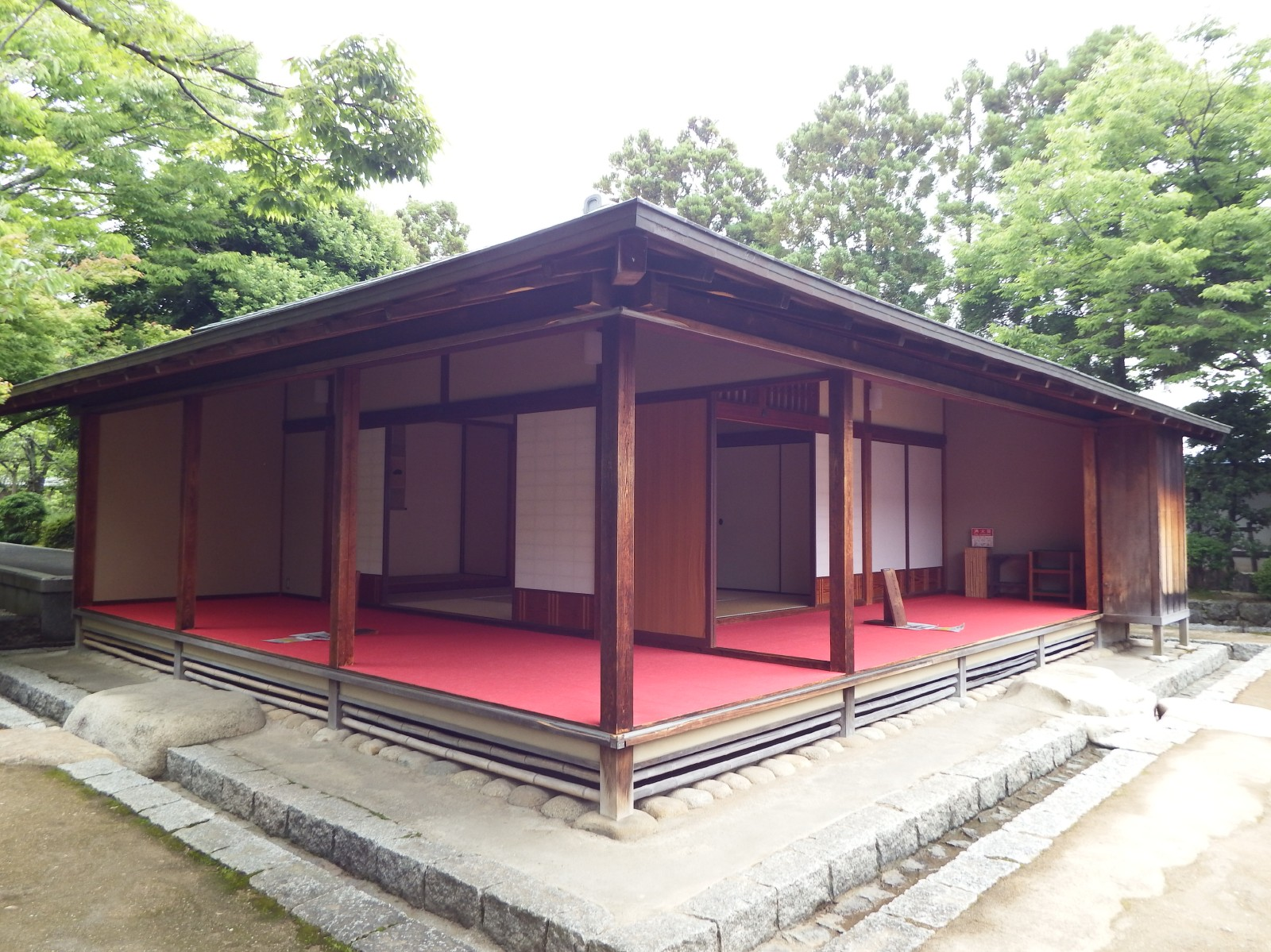
聚楽亭
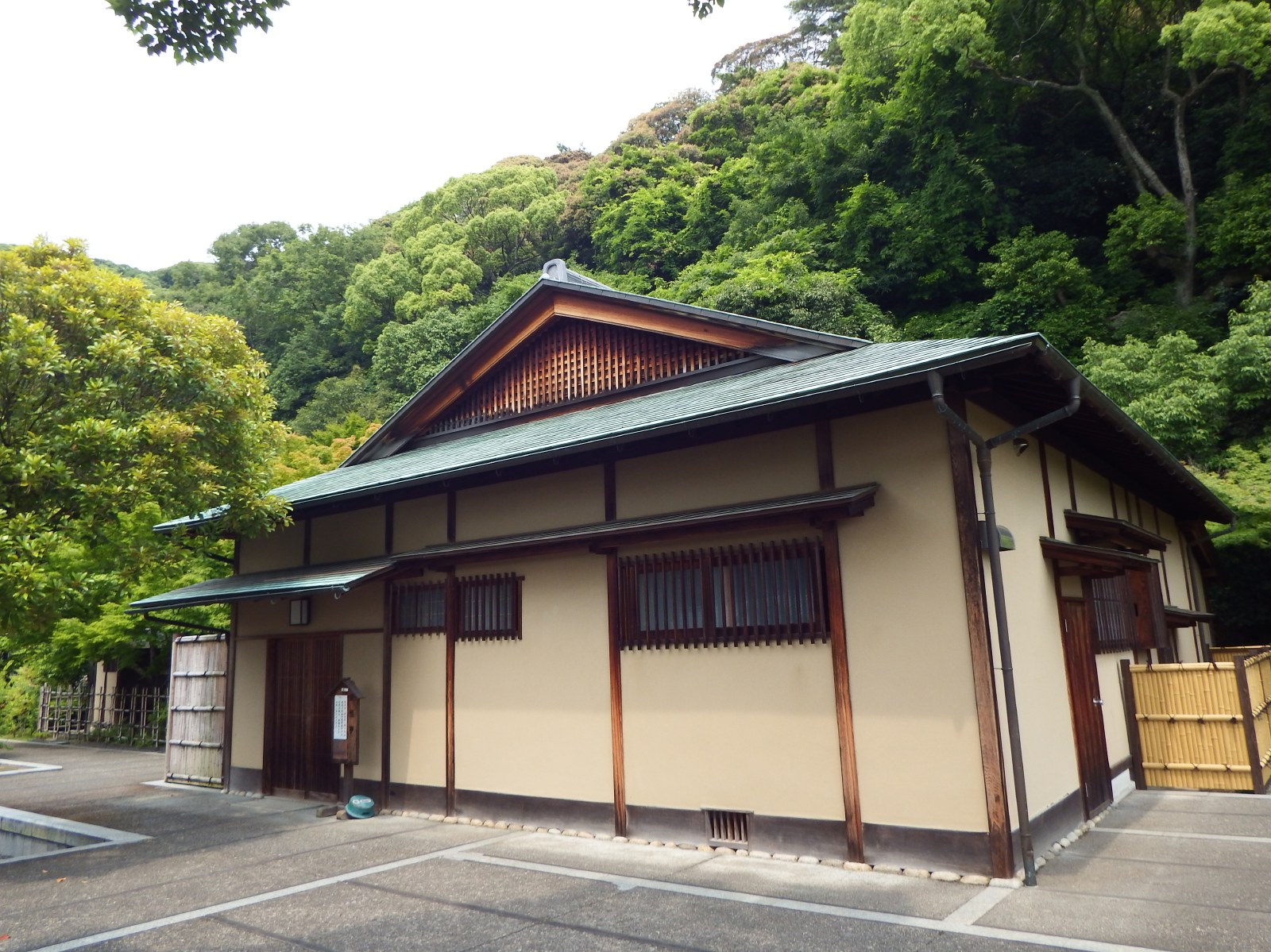
観恒亭
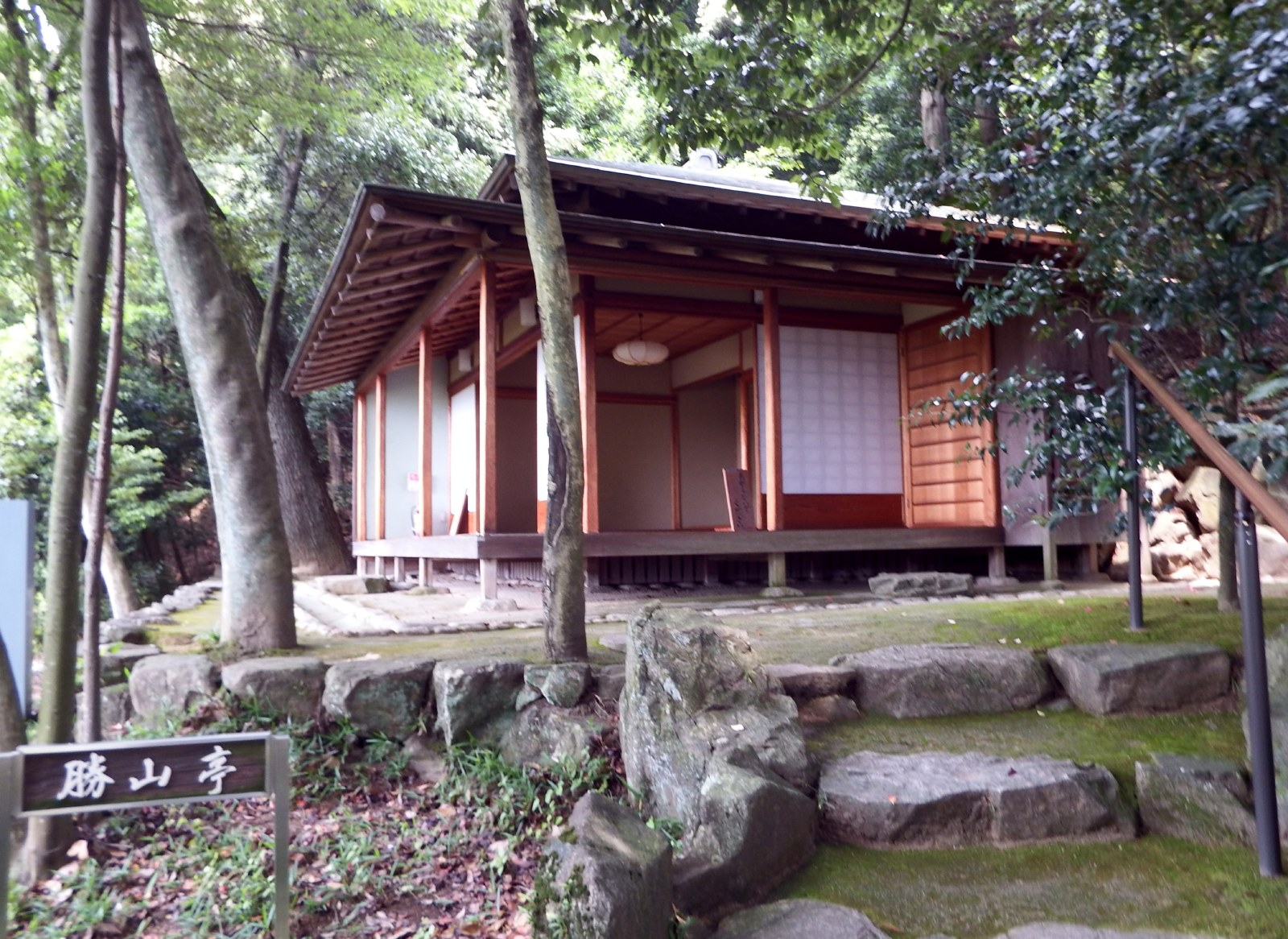
勝山亭
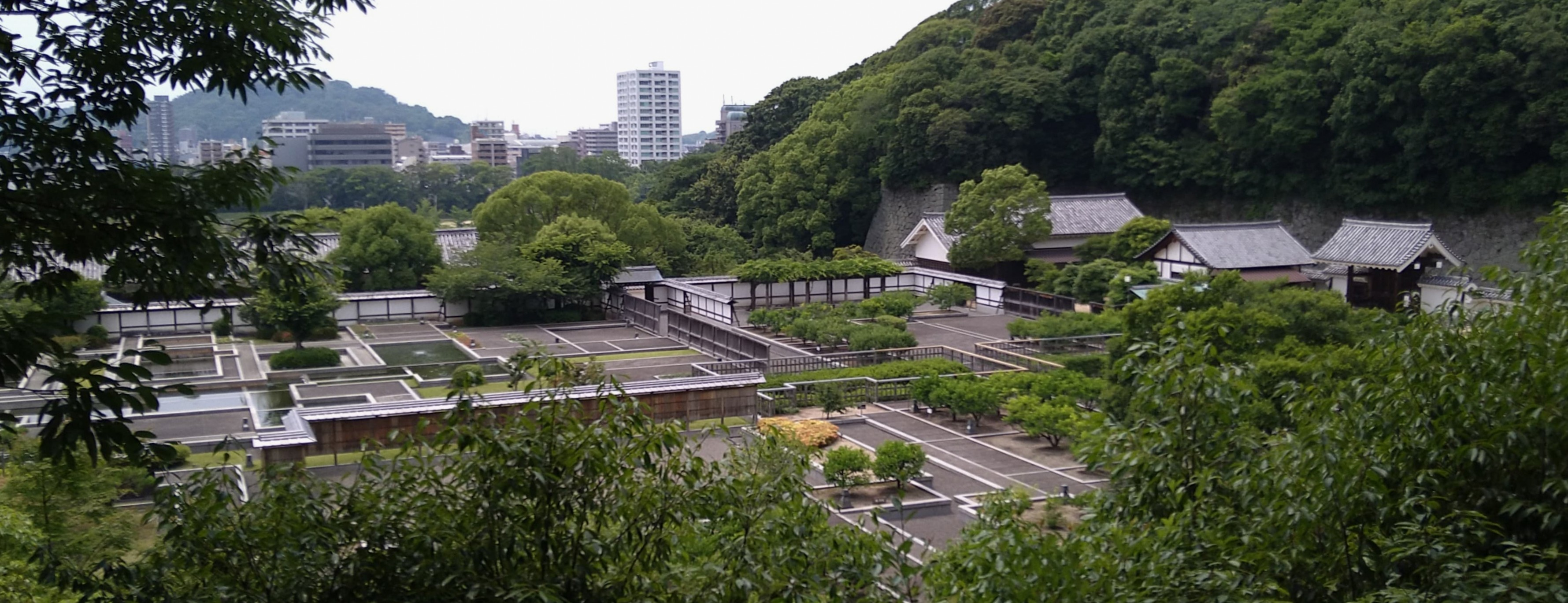
勝山亭より全景を望む。
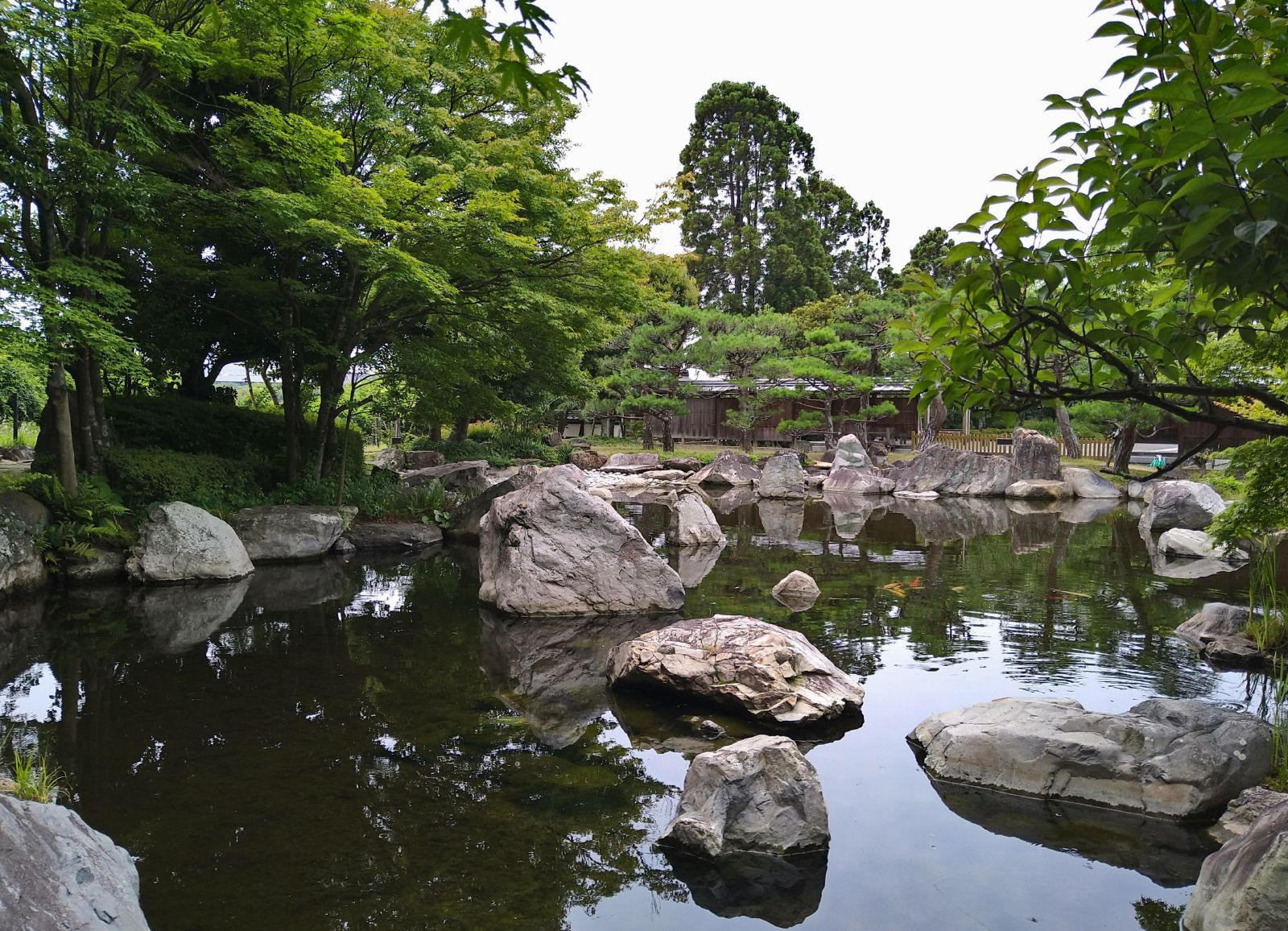
林泉庭
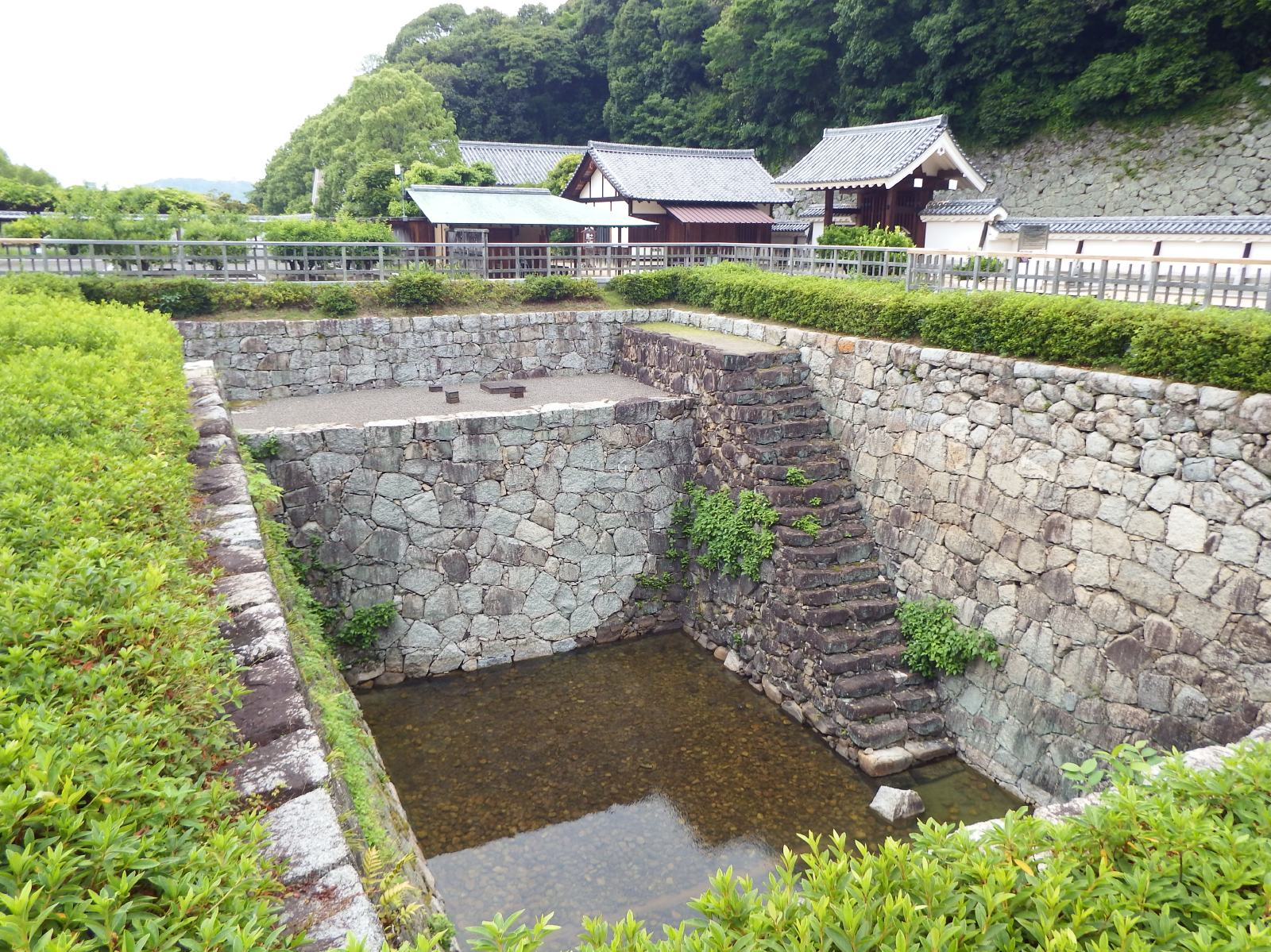
大井戸遺構

## 庭外

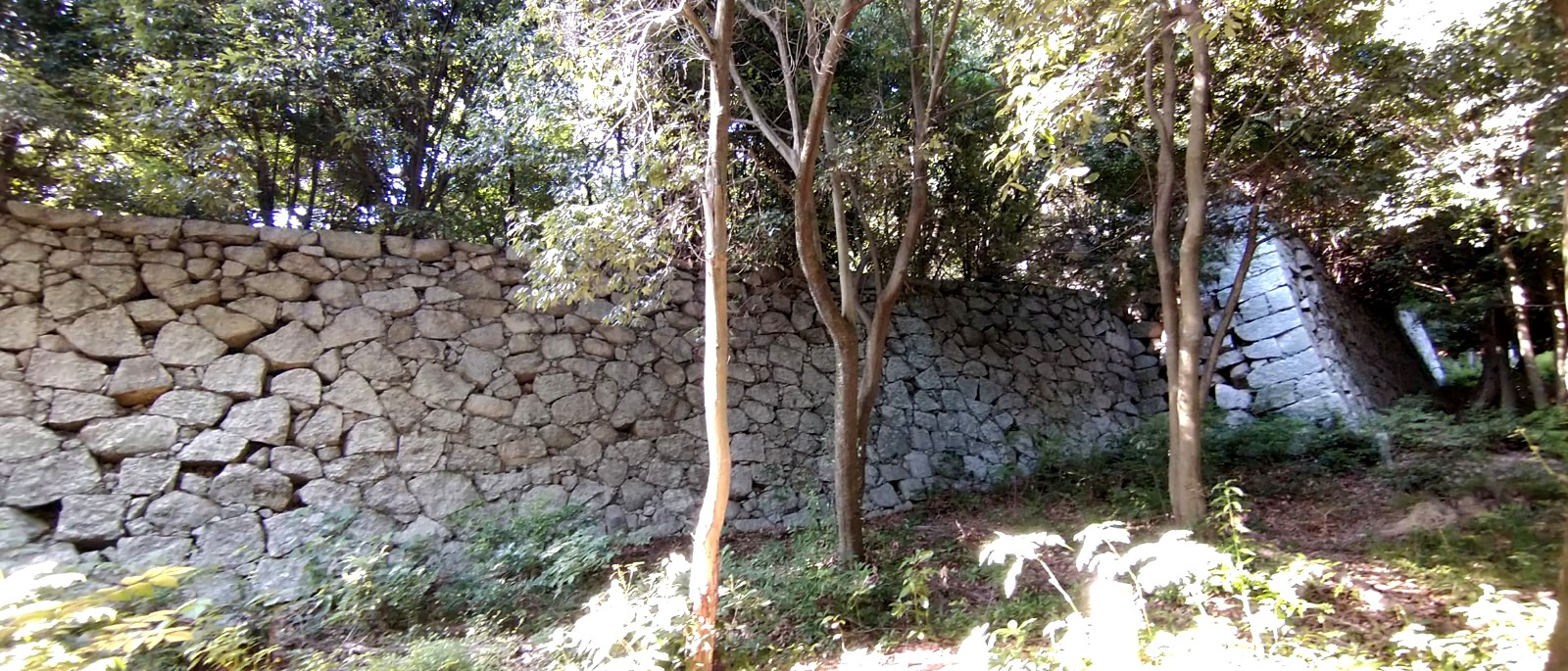
登り石垣

登り石垣：二之丸から山頂の本丸までの登城道に石垣が続く。山側に石垣で右側は崖であったり、つづら折りのため曲がるたびに左右に変化しながら最後山頂近くは両側が石垣になる。登り石垣が完全な形で現存するのはここが日本で唯一。以前は北側にもあったが明治以降に取り壊されている。

## 利用案内
営業時間は時期により前後するが、おおよそ9時から17時。無料の専用駐車場あり、駐車可能台数は31台。2022年6月19日現在。

### 入園料金
- 大人：200円
- 小人（小学生）：100円

### 交通
- 伊予鉄道3系統「県庁前」から徒歩5分
- 松山自動車道「松山インターチェンジ」から自動車で20分

県庁の左の道路から堀之内に自動車で入って行くと専用駐車場があり、その先に黒門跡がある。そこへ入ると両脇は高い石垣に囲まれており、その先道が二手に分かれ左は山上の本丸への登城道で、右に行くと城郭の門があり、そこから庭園へと入って行ける。